# Bariosincosita
La bariosincosita és un mineral de la classe dels fosfats. Va ser anomenada en referència a la seva relació amb la sincosita, de la qual és l'anàleg mineral amb bari.

## Característiques
La bariosincosita és un fosfat de fórmula química Ba(VO)₂(PO₄)₂·4H₂O. Cristal·litza en el sistema tetragonal en plaques gruixudes, paral·leles a {010}, de fins a 12 cm. La seva duresa a l'escala de Mohs és 3.
Segons la classificació de Nickel-Strunz, la bariosincosita pertany a «02.CJ: Fosfats sense anions addicionals, amb H₂O, només amb cations de mida gran» juntament amb els següents minerals: estercorita, mundrabil·laïta, swaknoïta, nabafita, nastrofita, haidingerita, vladimirita, ferrarisita, machatschkiïta, faunouxita, rauenthalita, brockita, grayita, rabdofana-(Ce), rabdofana-(La), rabdofana-(Nd), tristramita, smirnovskita, ardealita, brushita, churchita-(Y), farmacolita, churchita-(Nd), mcnearita, dorfmanita, sincosita, catalanoïta, guerinita i ningyoïta.

## Formació i jaciments
La bariosincosita va ser descoberta a la mina Spring Creek, a Wilmington (Carena de Flinders, Austràlia Meridional, Austràlia). També ha estat descrita al Big Fish River, al Yukon (Canadà) omplint fractures en una formació de ferro siderítica; en els sediments d'una platja elevada a Marlborough (Nova Zelada) i a la pedrera Azcárate, a Eugui (Navarra, Espanya).
Sol trobar-se associada a altres minerals com: siderita, vivianita, lazulita, whiteita, col·linsita, childita i quars.